# 劉竟成
劉竟成（1537年—？），字志卿，號高軒，河南汝寧府確山縣人，民籍，明朝政治人物。

## 生平
嘉靖四十年（1561年）辛酉科河南鄉試第七十四名舉人，隆慶二年（1568年）戊辰科進士。授山西翼城县知县，調補內黃縣知縣，升濮州知州，調宿州知州，升兵部武庫司主事，差賚三邊，論績升兵部郎中，謫漢中府同知，遷大同府知府致仕。

## 家族
曾祖劉鑑；祖父劉俸；父劉約，母陳氏。具慶下。弟劉自成、劉化成、劉觀成、劉嘉成。